# Glyn Watts
Glyn Watts (* 16. März 1949 in London) ist ein ehemaliger britischer Eiskunstläufer, der im Eistanz startete.
Seine Eistanzpartnerin war Hilary Green. An ihrer Seite gewann er 1973 die Bronzemedaille bei der Weltmeisterschaft wie auch bei der Europameisterschaft. 1974 wurden Green und Watts in Zagreb Vize-Europameister und in München Vize-Weltmeister, beide Male hinter Ljudmila Pachomowa und Alexander Gorschkow aus der Sowjetunion. 1975 errangen sie mit Silber bei der Europameisterschaft und Bronze bei der Weltmeisterschaft ihre letzten Medaillen. Bei den ersten Olympischen Spielen, bei denen Eistanz im Programm war, belegten sie 1976 in Innsbruck den siebten Platz.

## Ergebnisse

### Eistanz
(mit Hilary Green)
| Wettbewerb / Jahr         | 1970 | 1971 | 1972 | 1973 | 1974 | 1975 | 1976 |
| ------------------------- | ---- | ---- | ---- | ---- | ---- | ---- | ---- |
| Olympische Winterspiele   |      |      |      |      |      |      | 7.   |
| Weltmeisterschaften       |      | 7.   | 6.   | 3.   | 2.   | 3.   |      |
| Europameisterschaften     | 7.   | 7.   | 4.   | 3.   | 2.   | 2.   | 5.   |
| Britische Meisterschaften |      |      |      | 3.   | 2.   | 2.   | 1.   |